# Jürgen Hammerstaedt
Jürgen Hammerstaedt (* 20. April 1960 in Köln) ist ein deutscher Papyrologe und Klassischer Philologe und Inhaber des Lehrstuhls für Klassische Philologie und Papyrologie an der Universität zu Köln.

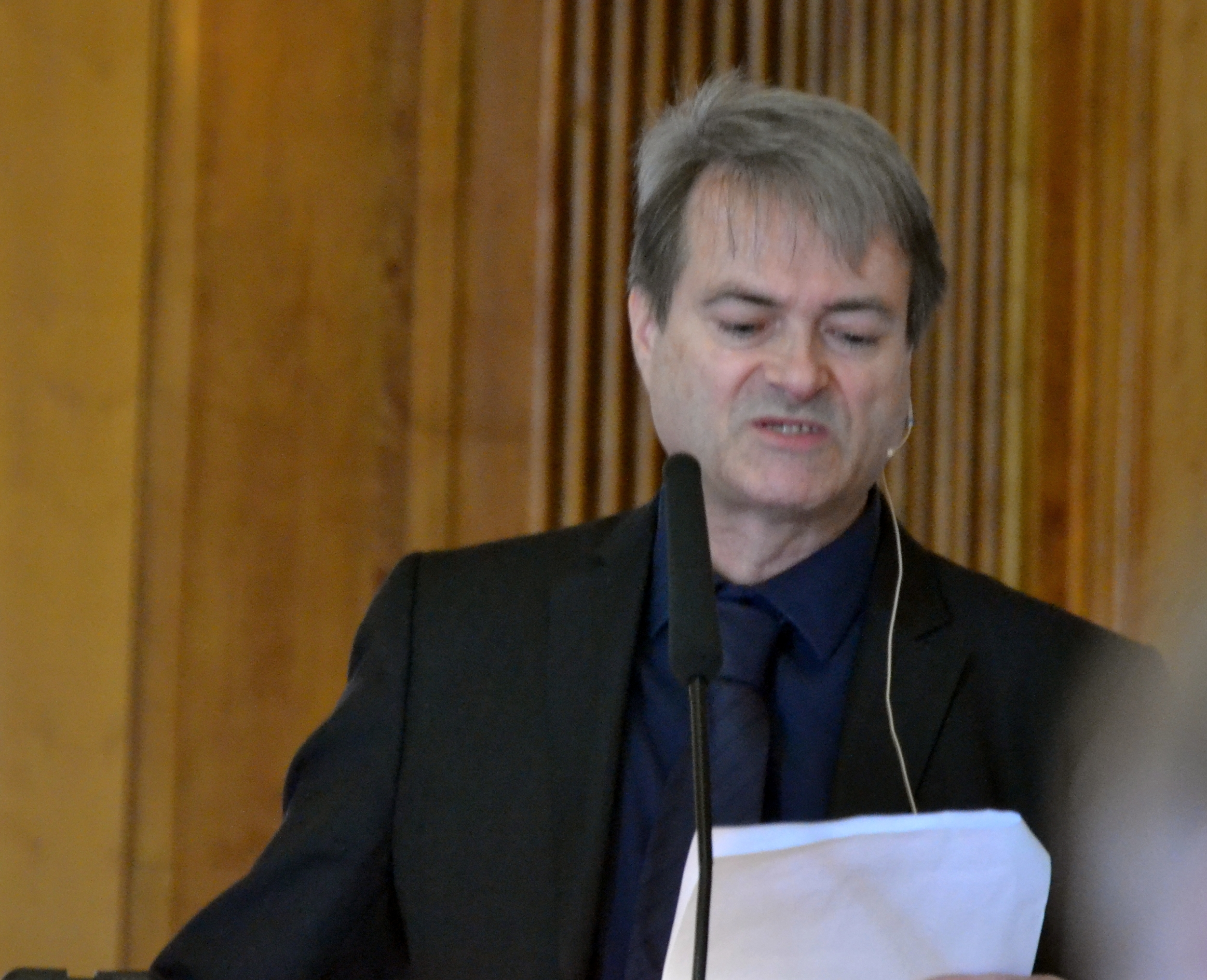
Jürgen Hammerstaedt spricht auf dem Akademietag 2015 in Berlin

## Leben
Jürgen Hammerstaedt legte 1978 das Abitur am Staatlichen Gymnasium Wesel ab und studierte im Wintersemester 1978/79 an der Universität Düsseldorf Klassische Philologie, von 1979 bis 1982 an der Universität zu Köln. 1982/83 studierte er an der Università degli Studi di Pisa und legte 1984 in Köln das 1. Staatsexamen ab. Sein Promotionsstudium 1984 bis 1986 wurde von Rudolf Kassel begleitet. 1986/87 wirkte er am St. John’s College an der University of Oxford und war nach dem Rigorosum 1987 (Universität zu Köln) von 1988 bis 1991 Stipendiat des Centro Internazionale per lo Studio dei Papiri Ercolanesi in Neapel.
Als Wissenschaftlicher Mitarbeiter am Franz Joseph Dölger-Institut an der Universität Bonn arbeitete er am Reallexikon für Antike und Christentum. 1996 erhielt er ein Habilitationsstipendium der Deutschen Forschungsgemeinschaft. 1996 bis 2001 war er Wissenschaftlicher Mitarbeiter am Institut für Altertumskunde der Universität zu Köln (in der Arbeitsstelle für Papyrologie, Epigraphik und Numismatik der Nordrhein-Westfälischen Akademie der Wissenschaften).
1999 habilitierte er sich für Klassische Philologie. Im Sommersemester 2000 nahm er eine Lehrstuhlvertretung für Latinistik an der Universität Potsdam wahr. Von 2000 bis 2004 hatte er den Lehrstuhl für Gräzistik an der Universität Jena inne und beteiligte sich in dieser Funktion am Aufbau des von der Deutschen Forschungsgemeinschaft geförderten Projekts einer gemeinsamen netzbasierten Erschließung der Papyrussammlungen Jena-Halle-Leipzig. Er war auch Mitantragsteller für das Graduiertenkolleg „Leitbilder der Spätantike“. Seit 2004 hat er den Lehrstuhl für Klassische Philologie und Papyrologie am Institut für Altertumswissenschaften der Universität zu Köln inne.
Hammerstaedt ist Mitglied der Kommission Griechische christliche Schriftsteller der Berlin-Brandenburgischen Akademie der Wissenschaften, Leiter der Arbeitsstelle für Papyrologie, Epigraphik und Numismatik der Nordrhein-Westfälischen Akademie der Wissenschaften am Institut für Altertumskunde und Mitherausgeber der Zeitschrift für Papyrologie und Epigraphik und der Epigraphica Anatolica. Seit 2010 ist er ordentliches Mitglied der Nordrhein-Westfälischen Akademie der Wissenschaften und Künste, Mitglied des Consiglio direttivo des Centro Internazionale per lo Studio dei Papiri Ercolanesi in Napoli und Mitglied der Zentraldirektion des Deutschen Archäologischen Instituts.
Hammerstaedt beschäftigt sich mit antiker Philosophiegeschichte, antiker Dichtungstheorie und Poetik, dem antiken Drama, mit Papyrologie, mit den Herculanensischen Papyri und mit der kaiserzeitlichen und spätantiken christlichen und paganen Literatur. Seit 2007 ist er prominent an der Suche nach weiteren Fragmenten des Werkes des Philosophen Diogenes von Oinoanda beteiligt.
2019 wurde Hammerstaedt von der Mitgliederversammlung zum Ersten Vorsitzenden der Mommsen-Gesellschaft gewählt. Seit 2022 ist er Mitglied der Academia Europaea.

## Veröffentlichungen (Auswahl)
- Die Orakelkritik des Kynikers Oenomaus (= Beiträge zur klassischen Philologie. Band 188). Athenäum, Frankfurt am Main 1988, ISBN 3-610-09013-8.
- Griechische Anaphorenfragmente aus Ägypten und Nubien (= Papyrologica Coloniensia. Band 28). Westdeutscher Verlag, Opladen 1999, ISBN 3-531-09947-7.
- Apuleius, De Magia. Eingeleitet, übersetzt und mit interpretierenden Essays versehen von Jürgen Hammerstaedt, Peter Habermehl, Francesca Lamberti, Adolf M. Ritter und Peter Schenk (= SAPERE. Band 5). Wissenschaftliche Buchgesellschaft, Darmstadt 2002, ISBN 3-534-14946-7.
- mit Hans Rupprecht Goette: Das antike Athen. Ein literarischer Führer. C. H. Beck, München 2004, ISBN 3-406-51665-3.
- mit Martin Ferguson Smith: The Epicurean inscription of Diogenes of Oinoanda. Ten years of new discoveries and research. Rudolf Habelt, Bonn 2014, ISBN 978-3-7749-3927-1.